# Alpheus peasei
Alpheus peasei is een garnalensoort uit de familie van de Alpheidae. De wetenschappelijke naam van de soort is voor het eerst geldig gepubliceerd in 1940 door Armstrong.